# Pave Hadrian 1.
Pave Hadrian 1. (ca. 700 i Rom - 25. december 795) var pave fra 772 til 795. Kort efter hans udnævnelse til pave, blev kirkestatens territorium invaderet af Desiderius, Langobardernes konge, og Hadrian måtte bede Karl den Store om hjælp. I 787 afholdtes det Andet koncil i Nikæa, der tillod tilbedelsen af ikoner i bestemte tilfælde.
| Efterfulgte: Stefan 3. | Pave 772–795 | Efterfulgtes af: Leo 3. |